# Лино Матуте, Хосе
Хосе Лино Матуте (исп. José Lino Matute; февраль 1780, Хутикальпа, Генерал-капитанство Гватемала — 25 июля 1854) — гондурасский политический, государственный и военный деятель, генерал, занимал пост Президента Гондура (1838—1839).
Член Консервативной партии Гондураса.

## Биография
В 1838—1839 годах занимал пост временного главы государства Гондурас в то время, когда Гондурас входил в состав Центральноамериканской федерации.
Сменил Хосе Марию Мартинеса, который передал пост главы страны по состоянию здоровья. 
Во время его пребывания в должности Конституционная ассамблея 10 октября 1838 года приняла закон об отделении Гондураса от Центральноамериканской федерации, и он подписал его. Среди прочего, он разработал правила реализации этого закона.
Провёл ряд мер по введению импортных и экспортных пошлин на торговлю между странами, а также на торговлю со странами, которые еще были частью федерации. Он также ввёл таможенные пошлины на перевозку товаров в портах.